# Rex Chandler
Rex Chandler es un actor gay de películas pornográficas estadounidense.
Un ex Señor Míchigan, decidió mudarse a Los Ángeles en 1990 para buscar una carrera en el campo del entretenimiento. Él modeló para varias revistas de adultos antes de que su agente le sugirió que incursione en películas para adultos. Un heterosexual, lo puso en contacto para que trabaje como un gay-for-pay, actuando como Activo y actuado bajo el nombre "Rex Chandler". Su primera película Una Vista A Una Emoción fue tan exitosa que  ganó premios en la industria para adultos, y fue contratado para filmar varias películas más, entre 1989 y 1991.  Las películas que contienen las escenas de Chandler estuvieron disponibles hasta 1995, cuando se retiró de la industria y se convirtió en actor de medio tiempo y fotógrafo. Tomó un papel en la película Hombre del año de 1995 y también fue elegido para un papel pequeño en la película de 1995 The Doom Generation del director independiente Gregg Araki. En 1996, las escenas filmadas anteriormente fueron lanzadas como una película titulada Rex: One-on-One, que ganó "1996 Best Gay Solo Video.
Chandler también actuó en una producción de Nueva York, la obra teatral Making Porn del dramaturgo Ronnie Larsen en 1996 como el personaje Jack Hawk. Actualmente está casado.

## Selecciona videografía
- Blonde Heaven (1995) .... Al Missirian
- Rage and Honor (1992) .... Band member
- A View to a Thrill, Part 2: Man with the Golden Rod (1991)
- Heat in the Night (1989) (V)
- In Deep Hot Water (1989)
- Made for You (1989)
- Manrammer (1989)  .... Tom Kent
- Cocktales (1989)
- A View to a Thrill (1989)